# Худешть (комуна)
Худешть, Худешті (рум. Hudești) — комуна у повіті Ботошані в Румунії. До складу комуни входять такі села (дані про населення за 2002 рік):
- Алба (1548 осіб)
- Баранка (1044 особи)
- Мленеуць (1325 осіб)
- Худешть (2471 особа)

Комуна розташована на відстані 413 км на північ від Бухареста, 45 км на північ від Ботошань, 136 км на північний захід від Ясс.

## Населення
За даними перепису населення 2002 року у комуні проживали 6388 осіб.
Національний склад населення комуни:
| Національність | Кількість осіб | Відсоток |
| -------------- | -------------- | -------- |
| румуни         | 6386           | > 99,9%  |
| цигани         | 1              | < 0,1%   |
| українці       | 1              | < 0,1%   |

Рідною мовою назвали:
| Мова      | Кількість осіб | Відсоток |
| --------- | -------------- | -------- |
| румунська | 6387           | > 99,9%  |
| німецька  | 1              | < 0,1%   |

Склад населення комуни за віросповіданням:
| Релігія        | Кількість осіб | Відсоток |
| -------------- | -------------- | -------- |
| православні    | 5683           | 89,0%    |
| п'ятдесятники  | 398            | 6,2%     |
| адвентисти     | 121            | 1,9%     |
| баптисти       | 95             | 1,5%     |
| бретрени       | 59             | 0,9%     |
| не релігійні   | 11             | 0,2%     |
| старообрядці   | 8              | 0,1%     |
| римо-католики  | 6              | 0,1%     |
| греко-католики | 1              | < 0,1%   |
| лютерани       | 1              | < 0,1%   |